# オランダトリオ
オランダトリオは、1987-1988～1992-1993シーズンA.Cミランの黄金時代を支えたオランダ人選手、ルート・フリット（1987-1993, 1994.7-.12在籍）、マルコ・ファンバステン（1987-1995在籍）、フランク・ライカールト（1988-1993在籍）の3人を言う。
セリエA優勝や、ヨーロッパチャンピオンズカップ二連覇、トヨタカップ二連覇など数々のタイトルを獲得したことで有名。オランダの国花に準えて「チューリップトリオ」、またオランダ代表においては世界最高のフリーキックの名手ロナルド・クーマンを含めて「オランダカルテット」と呼ぶ場合もある。
このオランダトリオが活躍した当時はまだ欧州連合（EU）の統合前であり、当時のセリエAの規定ではEU圏内の選手であっても外国人枠として同じ試合に3人しか起用できなかった。最強の助っ人3人を得たA.Cミランは、1970年代からセリエAで圧倒的な強さを誇っていたユベントスから主役の座を奪い取り、クラブの黄金時代を築き上げた。
オランダトリオの活躍でセリエA'90-'91シーズンから'92-'93シーズンの途中まで58戦無敗。最後はアスピリージャにフリーキックを決められ敗れる。

## 沿革
1986年実業家のシルヴィオ・ベルルスコーニがA.Cミランの会長職に就任し、潤沢な資金を得ることができるようになったミラン。
そして'87-'88シーズンにはPSVアイントホーフェンをリーグ優勝に導いたルート・フリットとオランダリーグ4年連続得点王、カップウイナーズカップ優勝時の主将アヤックスのゴールゲッターだったマルコ・ファンバステン二人のオランダ人を獲得する。同年に就任したアリゴ・サッキ監督の下、1年目のフリットの大活躍、A.Cミランはこのシーズンマラドーナのナポリを倒しリーグ優勝を果たす。契約の拗れからフランク・ライカールトは一旦スペインリーグのレアル・サラゴサに行く。
'88-'89シーズン更なるチーム補強としてレアル・サラゴサからフランク・ライカールトを獲得。オランダトリオの完成である。オランダの3選手が攻守の軸としてチームを支え、'88-'89ヨーロッパチャンピオンズカップでは、準決勝でレアル・マドリードを合計スコア 6 - 1 、決勝の地バルセロナでステアウア・ブカレストを 4 - 0フリット2得点ファンバステン2得点 と圧倒的な強さで粉砕し見事栄冠を勝ち取った。
そして1988年はUEFA欧州選手権（EURO88）でも「将軍」リヌス・ミケルスの下オランダ代表が強さを見せマルコ・ファンバステン5ゴール得点王、決勝のソビエト戦フリットの先制点、ファン・バステンの追加点2-0でオランダは初のメジャートーナメント優勝を勝ち取っている。
監督がファビオ・カペッロに代わった1991-1992シーズンはヨーロッパの舞台ではタイトルに恵まれなかったが、世界最高のリベロ、フランコ・バレージ率いるディフェンス陣が円熟味を増し、オランダトリオの攻撃をバックアップ。結果国内リーグで22勝12分無敗と他の追随を許さなかった。またファンバステンがリーグ得点王、1992年三度目のバロンドール受賞・FIFA最優秀選手賞・世界年間最優秀選手（ワールドサッカー誌）と個人タイトルを総なめにした。後にこの時代のミランは「クラブ史上最強チーム」と評された。

## 備考
インテル。同じミラノにドイツトリオ、マテウス、ブレーメ、クリンスマンがいた。オランダトリオに対して「ドイツトリオ」と呼んだ。
ユベントスには世界最高のストッパー、ユルゲン・コーラーがいて代表でもユベントスでも世界最高のゴールゲッター、マルコ・ファンバステンの抑え役として二人は戦っていた。